# My Dying Bride
My Dying Bride er et britisk death/doom metal-band, dannet i West Yorkshire, England i 1990 af guitaristerne Andrew Craighan og Calvin Robertshaw, vokalisten Aaron Stainthorpe og trommeslageren Rick Miah. Sammen med Paradise Lost og Anathema var My Dying Bride et af de ledende bands indenfor den britiske death/doom metal bevægelse, som opstod i 1990'erne. Især deres andet album Turn Loose the Swans påpeges som en vigtig milepæl indenfor death/doom-genren. De blev især kendt for deres inddragelse af violiner i musikken og den vekslende vokal der går fra rensang til growl. Paradise Lost, Anathema og My Dying Bride er også kendt under navnet Peaceville Three, da de blev Peaceville Records' mest genkendelige træk i 1990'erne.
I dag er My Dying Bride det eneste af de tre bands, som stadig spiller genren death/doom metal. Dog har bandet gennem årene bevæget sig længere mod kernen af doom metal, og droppet elementer som violiner. Bevægelsen mod doom metal kunne for alvor mærkes efter udgivelsen af Turn Loose the Swans, hvor de stoppede med at bruge den growlende vokal, som dog blev genoptaget på det sjette album The Light at the End of the World.
Til dato har gruppen udgivet 12 studiealbums, tre EP'er, en demo, et bokssæt, fire opsamlingsalbums, ét livealbum og én live CD/DVD.

## Historie

### Begyndelsen (1990-1991)
I 1990 blev bandet Abiosis dannet, hvor blandt andet Andrew Craighan og Rick Miah spillede i. Denne gruppe nåede akkurat at udgive demoen Noxious Emanation (bestående af tre spor) inden de gik i opløsning. Efterfølgende mødtes Craighan og Miah med Aaron Stainthorpe og Calvin Robertshaw på en pub, hvor de fik nogle øl. Her blev de enige om at danne et band dagen efter. Stainthorpe foreslog denne gruppe skulle have et romantisk og alligevel tragisk navn, og foreslog My Dying Bride, hvilket blev vedtaget.
Efter seks måneders sangskrivning tog bandet, i slutningen af november, til Revolver Studios med produceren Tim Walker. Her indspillede de på to dage deres første demo, Towards the Sinister. Bassen var dog blevet udeladt, da bandet på dette tidspunkt endnu ikke havde fundet nogen bassist.
Demoen blev i 1991 fulgt op af deres 7" single "God is Alone", som blev trykt i 1000 eksemplarer og udgivet gennem det franske pladeselskab Listenable Records. På singlen indspillede Andrew Craighan både lead guitar og bas-delen.
"God is Alone" viste sig at være meget populær, og blev hurtigt udsolgt, hvilket sikrede bandet en del omtale i undergrundsmiljøet, samt en pladekontrakt med det britiske pladeselskab Peaceville Records. Senere i 1991 udgav bandet deres ep Symphonaire Infernus et Spera Empyrium, hvor bassisten Adrian Jackson fik sin debut. Denne udgivelse satte også gang i interessen ved folk.

### As the Flower Withers(1992-1993)
I maj 1992 udgav My Dying Bride deres debutalbum As the Flower Withers. Den originale vinyludgave indeholdt seks spor og inkluderede en plakat. Det syvende nummer "Erotic Literature" blev et bonusspor til cd'en og var også senere med på opsamlingsalbummet Peaceville Volume 4.
As the Flower Withers blev modtaget positivt af både pressen og fans. Udgivelsen skabte en del polemik blandt anmeldere, idet det var svært at finde en passende genrekategori, da den havde elementer fra kernen af doom metal, men usædvanligvis var der tilføjet orkestermusik og dobbeltvioliner samt dødsmetalelementer i form af growlende vokaler. Sangteksternes inspiration virkede også til at komme fra engelske poeter frem for typisk rock.
Udgivelsen ledte bandet på deres første Europaturné. Optrædenerne forløb meget positivt, og det varede ikke længe inden de var tilbage i studiet for at indspille deres anden ep, The Thrash of Naked Limbs, der udkom i 1993. Efterfølgende blev der planlagt endnu en Europaturné med industrial-bandet G.G.F.H.. Turnéen blev dog aflyst i sidste øjeblik, da trommeslageren Rick Miah skadede sin hånd under optagelsen til bandets ledsagende musikvideo. Videoen nød dog stor succes blandt MTVs metalfans og ep'en endte på Kerrang!-hitlisten.
Med deres specielle lyd anså fans og anmeldere My Dying Bride for at være blandt de pionerende bands indenfor death/doom metal-genren. For at gå endnu længere med de specielle musikalske elementer, rekrutterede bandet den klassisktrænede violinist og pianist Martin Powell som fuldtidsmedlem.

### Turn Loose the SwansogThe Angel And The Dark River(1993-95)
Bandets andet album Turn Loose the Swans blev udgivet i 1993. Musikalsk indeholdt albummet hovedsageligt doom metal-elementer, med tilføjelse af violiner, klaverspil og en talt/skrigende vokal, som var en af de ting, der bidrog til definitionen af den britiske death/doom genre. Tekstmæssigt blev albummet hovedsageligt beskrevet som meget sørgeligt og depressivt.
En Europaturné blev efterfølgende planlagt for at støtte de positive anmeldelser Turn Loose the Swans havde fået. Under turnéen oplevede bandet hele to forskellige biluheld. Deres turnébus måtte derfor sendes til reparation, hvorefter de var nødsaget til at låne en ny. Den viste sig dog, at være for lille til at alle instrumenterne kunne være der, og medlemmerne måtte derfor kun medbringe det mest nødvendige til resten af turnéen. Til trods for bilulykkerne, sygdom og tyveri forløb turnéen godt, og blev en stor succes.
I 1994 udgav My Dying Bride singlen "The Sexuality of Bereavement." Denne udgivelse var dog kun delvis officiel, grundet at den kun var mulig, at skaffe for folk der var medlem af Peacevilles samlerklub. Kort tid efter udkom deres tredje ep I Am the Bloody Earth. Samme år i oktober blev bokssættet The Stories udgivet i et begrænset antal på 3000 eksemplarer. The Stories bestod af de tre ep'er Symphonaire Infernus Et Spera Empyrium, The Thrash of Naked Limbs og I Am The Bloody Earth.
I maj 1995 udgav My Dying Bride deres tredje album The Angel and the Dark River, som blev meget positivt taget imod af anmelderne. Musikalsk havde albummet bevæget sig længere væk fra dødsmetal-inspirationerne, da eksempelvis den growlende vokal var blevet lagt til side til fordel for en ren vokal. Albummets atmosfære var endnu engang meget tungsindig og depressiv, som det hørte doom metal til, hvilket atter var et tegn på bandet begyndte at bevæge sig i den retning frem for dødsmetal stilen. Udgivelsen gjorde bandet til en del af fronten, indenfor den udviklede metal scene, hvor de også fik opbakning fra pressens side. Efterfølgende tog My Dying Bride med Iron Maiden på en tre måneders Europaturné. Denne turné var kun mulig fordi deres pladeselskab Peaceville blev opkøbt af Music For Nations, der havde pengene til at sende dem af sted. Efterfølgende optrådte bandet på Dynamo Metal Festival i Holland. Under festivalen blev der indspillet en live cd, som i begrænsede antal fulgte med The Angel And The Dark River.
I september 1995 udgav bandet også deres andet opsamlingsalbum Trinity, der indeholdt sporerne fra de tre ep'er Symphonaire Infernus Et Spera Empyrium, The Thrash of Naked Limbs og I Am The Bloody Earth. Der var også inkluderet et spor ved navn The Sexuality of Bereavement, som var blevet kasseret under indspilningerne til Turn Loose The Swans.

### Like Gods of the Sunog34.788%...Complete(1996-1998)
I 1996 udgav bandet deres video For You gennem Music For Nations. Videoen indeholdt nummeret "For You", der skulle være reklame for deres kommende album. I oktober 1996 udgav My Dying Bride så deres fjerde studiealbum Like Gods of the Sun, der musikalsk med sin rene lyd bevægede sig endnu længere mod doom metal. Selveste musikkens tempo var hurtigere end på de tidligere udgivelser, hvilket guitarist Robertshaw sagde, kom efter, de havde været på turné med Iron Maiden, og set hvordan de optrådte. Udgivelsen blev trods dette ikke taget nær så godt imod som de forrige. All Music Guide kaldte albummet tyndt og et af bandets dårligste udgivelser.
I 1997 tog My Dying Bride på turné med Therion, Sentenced, Orphanage og Dark til Out of the Dark III-festivalen. Efterfølgende tog bandet også til USA for at støtte Dio på turné. I My Dying Brides tilfælde varede turnéen kun nogle få uger, hvorefter de var nødt til at trække sig, da trommeslageren Rick Miah forlod bandet på grund af sygdom. Bill Law (tidligere medlem af Dominion) overtog positionen som trommeslager. Bandet begyndte derved at skrive nyt materiale til et album. Keyboardspilleren Martin Powell undlod i flere måneder at dukke op til indøvelserne, og derfor blev der ikke plads til violiner på albummet. På den anden side ønskede bandet også at trække den musikalske stil i en anden retning, og violinerne virkede til at blive for gammeldags. Aaron Stainthorpe forklarede i et interview, at han mente dette også var en af grundene til, at Powell forlod bandet i 1998.
Yasmine Ahmid afløste ham derfor som keyboardspiller.
Med den nye line-up udgav My Dying Bride i oktober 1998 deres femte studiealbum 34.788%...Complete. Ideen til navnet kom fra en drøm guitarist Calvin Robertshaw havde, hvor han påstod, at menneskeheden havde fået tildelt en hvis mængde levetid på Jorden af Gud, og at der til dato var blevet brugt 34.788%... af den. Musikalsk var albummet langt mere eksperimenterende end nogen af deres tidligere udgivelser. Vokalstilen var ustruktureret og der var et større fokus på keyboard, der fyldte langt mere end guitarerne. Aaron Stainthorpe sagde om albummet, at det hovedsageligt var alle deres mere skøre ideer, de nu havde ønsket at indspille en gang for alle. Der var derfor en blandet holdning til udgivelsen, da den blev taget godt imod af anmelderne, men mange fans derimod var mere skeptiske overfor albummet. Trods dette solgte 34.788%...Complete nogenlunde.
Et år efter udgivelsen valgt den nye trommeslager Bill Law at forlade My Dying Bride, hvilket gjorde at bandet besluttede sig for at droppe turnéerne, og i stedet koncentrere sig om at få en fast medlemsopstilling. Den tidligere trommeslager fra Anathema, Shaun Taylor-Steels valgte at slutte sig til bandet.

### The Light at the End of the WorldogThe Dreadful Hours(1999 – 2003)
My Dying Bride stod på dette tidspunkt i den situation, at de manglede en keyboardspiller til deres kommende album. Tidligere medlem Martin Powell havde før i tiden anbefalet dem Jonny Maudling fra Bal-Sagoth, som de kontaktede og senere sendte et bånd med deres indspilninger. Han accepterede, og lagde keyboardpassager til indspilninger. I oktober 1999 udgav bandet derved albummet The Light at the End of the World, der indholdsmæssigt lænede sig længere mod deres gamle musikalske stil, eksempelvis begyndte Stainthorpe at bruge growl igen. På The Light at the End of the World var der dog til forskel for de tidlige udgivelser lagt mere vægt på guitarerne frem for violiner og keyboardspil. Efter udgivelsen forlod guitaristen Calvin Robertshaw bandet for at blive deres manager.
Shaun introducerede derved gruppens medlemmer for Hamish Glencross, som han før i tiden havde spillet sammen med i mange bands, og de var derved blevet rigtig gode venner. Glencross afløste for Robertshaw.
My Dying Bride valgte i 1999 også at tage på turné for at gøre opmærksom på udgivelsen af The Light at the End of the World. Allerede i 2000 begyndte bandet at skrive materiale til et kommende album, samtidig med at de i samarbejde med Peaceville indsamlede gammelt materiale til endnu et opsamlingsalbum. Indsamlingen kom til at udgøre to cd'er med sjældne numre, livespor, demonumre, nye designs og videospor. Den første af cd'erne fik navnet Meisterwerk I og blev udgivet i oktober 2000, fulgt op af den anden cd der udkom i januar 2001 med titlen Meisterwerk II.
Samme år i august tog bandet til Academy Studios for at indspille deres næste album. Keyboardpassagerne blev indspillet af det midlertidige medlem Jonny Maudlin, med undtagelse af sangen "A Cruel Taste of Winter," hvor Yasmin Ahmed lagde keyboard til. Udover dette genindspillede de også sangen "The Return of the Beautiful" fra deres debutalbum. Albummet fik titlen The Dreadful Hours, og blev udgivet i november 2001. Musikalsk lignede The Dreadful Hours meget det tidligere album The Light at the End of the World, men med et meget større fokus på guitarerne, stor variation i tempoet og en blanding af både ren og growlende vokal. Craighan beskrev albummet således:
| Citat                                 | Jeg prøver at skabe en atmosfære af angst, nærmest ubarmhjertig fortvivlelse. Så meget håbløshed i sådan en grad at man bare ikke kan holde det ud. | Citat |
| Andrew Craighan om The Dreadful Hours | |       |

Udgivelsen blev taget godt imod af pressen, og bekræftede atter My Dying Brides position som pionerer indenfor doom metal.
I 2002 overtog Sarah Stanton pladsen som permanent keyboardspiller, efter at Ahmed sendte bandet en e-mail, hvori der stod, at hun ikke længere kunne deltage. I dag ved ingen af dem, hvor hun er henne. I juni samme år udgav bandet deres første livedvd ved navn For Darkest Eyes, der indeholdt 2,5 times materiale med liveoptagelser fra deres optræden i Krakow, Polen, og rigeligt med ekstra optagelser fra andre shows i Europa, samt et kig på vokalisten Aaron Stainthorpes samling af kunstværker. Denne udgivelse blev fulgt op af bandets første livealbum The Voice of the Wretched, der indeholdt indspilninger fra My Dying Brides optræden i 013 Club i Tilburg, Holland i marts 2001. I 2003 gik Hamish Glencross og Andrew Craighan sammen i et partnerskab, og grundlage deres eget pladeselskab ved navn BlackDoom Records. I oktober samme år tog My Dying Bride på en mindre turné i Europa sammen med bandet The Prophecy, der var den første gruppe som skrev en pladekontrakt med BlackDoom Record.

### Songs of Darkness, Words of Light(2004-2005)
I marts 2004 udgav My Dying Bride deres ottende studiealbum Songs of Darkness, Words of Light, der musikalsk lignede den tidligere udgivelse The Dreadful Hours, blot med et endnu mere forfinet sammenspil mellem guitarerne. Bandet fastholdt også tendensen med en vekslende sangtype mellem growl og ren vokal. Sporet "My Wine In Silence" anses også for at være deres mest kommercielle bestræbelse til dato.
For at fremme den nye udgivelse optrådte bandet til nogen shows og festivaler rundt omkring i Europa. De indspillede også deres første musikvideo siden For You, til nummeret "Prize of Beauty".
Sent i december 2004 skadede trommeslageren Shaun Steels sin ankel, og det var derfor nødvendigt at finde en midlertidig afløser indtil han var kommet sig. Valget faldt på The Prophecys trommeslager John Bennett. Samtidig fandt bandet sammen med videoinstruktøren Dave Palser, der tidligere havde instrueret videoen til deres sang "Cry of Mankind." På grund af musikvideoen Prize of Beautys succes besluttede My Dying Bride at lave en video sammen med Palser til sangen "The Blue Lotus". Videoen blev færdiggjort tidligt i 2005, og fik en del spille tid metalmusik-kanaler. I maj samme år udgav bandet også deres bokssæt Anti - Diluvian Chronicles, bestående af tre cd'er. Bokssættet indeholdt genindspilninger af bandets klassiske sange som "My Wine In Silence", "The Raven and The Rose" og "The Wreckage of My Flesh". Sammen med bokssættet fulgte en plakat og en video med et interview med frontmanden Aaron Stainthorpe. Nogle måneder efter udgivelsen af Anti – Diluvian Chronicles udkom bandets anden livedvd Sinamorata. Dvd'en indeholdt optagelser fra bandets optræden i Antwerpen, Belgien tilbage i november 2003, samt musikvideoerne til sangene "Hope the Destroyer" og "My Wine in Silence".

### A Line of Deathless KingsogFor Lies I Sire(2006-2007)
I foråret 2006 vendte My Dying Bride tilbage til Academy Studios for at indspille deres niende studiealbum. I mellemtiden udgav de deres single "Deeper Down" (en sang der også blev inkluderet på det niende album), som endte på en 15. plads på den finske hitliste. Til singlen blev der også indspillet en video, instrueret af instruktøren Charlie Granberg. I juli tog bandet til den slovenske metalfestival Metalcamp, hvor blandt andet Opeth og Kreator også optrådte. Inden gruppens optræden var vokalisten Aaron Stainthorpe så nervøs, at han under showet glemte teksten til sangen "She Is The Dark". Publikummet var dog meget forstående og der kom ingen negativ reaktion på det.
I oktober 2006 blev det niende album ved navn A Line of Deathless Kings så udgivet. Navnet kom fra en bog om egyptologi som Sarah Stanton lånte til Stainthorpe. Nogle måneder forinden meddelte Shaun Taylor-Steels, at han ville forlade bandet og i februar 2007 forlod den midlertidige trommeslager John Bennet og bassisten Adrian Jackson også My Dying Bride. Bennets afløser blev trommeslageren Dan Mullins, og Lena Abé overtog positionen som bassist i bandet.
I foråret 2007 deltog My Dying Bride i Metalmania festivalen, hvor navne som Entombed, Testament og Paradise Lost også optrådte. I april måned optrådte bandet i Paradiso i Amsterdam, Holland. Showet blev optaget på både cd og dvd og senere udgivet under navnet An Ode to Woe i april 2008.

### For Lies I Sire,EvintaogThe Barghest O' Whitby(2009–2011)
I 2008 tog My Dying Bride til Futureworks studio i Manchester for at begynde indspilningerne til deres tiende studiealbum. Ifølge Andrew Craighan indeholdt det kommende album "en overskrift for tomhed og et trøstesløs glimt af vrede." Keyboardspiller Sarah Stanton var dog nødsaget til at forlade bandet på grund af graviditet. Afløseren blev Katie Stone, og i denne anledning deltog bandet i nogle ekstra festivaler for at introducere hende blandt andet i Masters of Rock festivalen i Tjekkiet og Metal Rock Fest i Norge. Yderligere i anledning af Paradise Losts 20 års jubilæum blev dette fejret ved to specielle koncerter i Paris og London i september, hvor My Dying Bride og Anathema også optrådte. Omtrent dette tidspunkt var deres tiende album færdigt som fik navnet For Lies I Sire, og blev udgivet i marts 2009. Musikalsk bærer udgivelsen præg af My Dying Brides ældre album blandt andet ved tilføjelse af violiner, et element der ikke er set i de sidste 10 år. De Sabbath inspirerede riffs og basfrekvenser er bibeholdt, dog bare en smule mere simpelt og lige til end før. For Lies I Sire blev taget godt imod og endte som nummer 24 på den finske hitliste. Den 9. juni, 2009 blev det bekræftet på bandets officielle hjemmeside at Katie Stone forlod My Dying Bride for at fokusere på hendes psykologistudier. Afløseren blev Shaun Macgowan der dog stadig ikke er bekræftet som et fuldtidsmedlem.
Den 26. oktober 2009 udgav bandet en ny EP/DVD, Bring Me Victory. Udover fra titelnummeret og den tilhørende video inkluderer det en doom metal coverversion af folkesangen "Scarborough Fair", et cover af "Failure" af Swans og en liveversion af Vast Choirs (oprindeligt fra 'As the Flower Withers), fremført ved Graspop 2008.
For at mindes 20-års jubilæet for My Dying Brides dannelse blev albummet Evinta udgivet den 30 maj 2011. Evinta indeholdt flere af bandets tidligere materiale, der var blevet ændret til nyklassisk og ambiente sange. Kort efter annoncerede bandet udgivelsen af EP'en The Barghest o' Whitby, der blev udgivet 7. november 2011. Det består af +en enkelt single med et nummer på 27 minutter.

### A Map of All Our FailuresogThe Manuscript(2012–2014)
Den 17. april 2012 blev det annonceret, at der blive opført et enkeltstående show i Leeds, hvor My Dying Bride ville være hovednavn på Jägermeister-scenen under Damnation Festival 2012. På festivalens officielle hjemmeside stod der også, at der ville blive spillet nyt albummateriale under showet. I maj 2012 annoncerede gruppen en liste over europæiske turnédatoer for december samme år.
Den 27. juli 2012 blev titlen, artwork og tracklisten for det kommende 11. studiealbum, A Map of All Our Failures, annonceret på bandets hjemmeside. Her blev udgivelsesdatoerne også offentliggjort som den 15. oktober i Europa og 16. oktober i USA på CD, dobbeltvinyl og en specialudgave med CD og DVD.
A Map of All Our Failures blev udgivet som planlagt. Forsangeren Aaron Stainthorpe beskrev albummet som meget lig med bandets tidligere udgivelse, For Lies I Sire, men udtalte også at deres musik havde udviklet sig. Han beskrev teksterne som være om religion, passion, kærlighed og tab. Bassisten Lena Abé beskrev albummet som at være en "ny skrivestil gjort på den gammeldags måde", og næsten at have en "live-lyd" som følge af feedbacken og de "rå go grove" elementer. Guitaristen Andrew Craighan beskrev albummet som "en kontrolleret nedrivning af alle dine håb."
Den 13. maj 2013 udgav albummet en EP med fire numre kaldet The Manuscript. Tre af de fire numre fra EP'en var blevet indspillet samtidig med A Map of All Our Failures. Et år senere, den 26. maj 2014, blev sangene fra EP'en genudgivet sammen med The Barghest O' Whitby på LP under titlen The Vaulted Shadows.
Den 6. juni 2014 annoncerede My Dying Bride via deres hjemmeside, at guitaristen Hamish Glencross var blevet fyret efter de var kommet tilbage fra Maryland Deathfest i USA i 2014, og at den oprindelige guitarist Calvin Robertshaw ville komme tilbage til bandet.

### Feel the Misery, flyt til Nuclear Blast (2015–nu)
Den 24. oktober 2014 annoncerede My Dying Bride at de var gået i studiet for at indspille deres 12. studiealbum Feel the Misery hos Academy Studios i Dewsbury, West Yorkshire, og at de allerede var færdige med syv sange, men at de høst sandsynlig ikke var det endelig værk. Den 25. juni 2015 offentliggjorde de Feel the Miserys cover art, trackliste og udgivelsesdato samt formater.
Den 18. september 2015 blev Feel the Misery udgivet og det indeholdte 8 numre.
Den 1. marts 2017, efter at havde været hos Peaceville Records i 27 år, annoncerede bandet via en Facebook-post, at de havde underskrevet en kontrakt med Nuclear Blast Records, og allerede havde planer for deres næste album og singler. I samme post annoncerede det, at de ville opføre deres LP Turn Loose The Swans fra 1993 i fuld længde under Roadburn Festival den 22. april.
Samme år forlod trommeslageren Dan Mullins bandet, og han blev erstattet med Shaun Taylor-Steels, der havde spillet i gruppen fra 1999-2006, og havde spillet trommer på A Map of All Our Failures i 2012 som studiemusiker.
Efter at have aflyst fire koncerter ved forskellige festivaler i 2017 forklarede Stainthorpe at bandet arbejdede på et nyt album, og derfor ikke var gået i opløsning, da der var opstået rygter om dette. I en Facebook post fra My Dying Bride den 18. september 2018 forklarede Stainthorpe, at gruppen aflyste koncerterne fordi hans 5-årige datter havde fået kræft og var i behandling.
Den 4. december 2018 annoncerede bandet, at Shaun Steels var blevet erstattet med Jeff Singer som følge af "uløselige trommeproblemer", og at trommerne på deres nye album var blevet afsluttet af Singer.
Den 24. maj udgav bandet A Harvest of Dread, der var en deluxe hardbackbog på 92 sider med fem CD'er med forskellige sjældne numre, tidlige indspilninger og uudgivne demoer, bandfavoritter og liveoptagelser.

## Musikalsk stil
My Dying Brides tidlige albumudgivelser blev kendt for deres specielle lyd, som indeholdt elementer fra kernen af doom metal med den tungsindige, depressive atmosfære og de langsomme musikalske rytmer inspireret af Black Sabbath. Disse doom-elementer blev lejlighedsvis blandet sammen med inspirationer fra dødsmetal, hovedsageligt en blanding af en ren og growlende vokal. Som en mere usædvanlig del var der også tilføjet orkestermusik og dobbeltvioliner ind i musikken. Denne sammensmeltning af musikalske elementer blev senere hen kendt som death/doom metal. All Music Guide roste især de langsomme guitarrytmer og vokalstilen som en vigtig dynamisk drejning, der var med til at definere death/doom-genren. I begyndelsen havde gruppen haft mere indflydelse fra dødsmetal, men på det tredje album var denne indflydelse forsvundet, og bandet begyndte at søge tættere på selve doom metal genren, dog havde de beholdt violinerne og keyboardsene. På albummet 34.788%...Complete så man også bandet eksperimentere mere med lyden, hvor blandt andet keyboards og sampler ligefrem tilrev sig guitarerne. Efter at have eksperimenteret med musikken vendte My Dying Bride tilbage til deres gamle stil med en blanding af ren og growlende vokal. Der var dog den forskel at violinerne begyndte at svinde bort og keyboardene blev kun brugt i ny og næ. Fokusset blev lagt på guitarerne i stedet for, hvor der også begyndte at blive en vekslen mellem ren og forvrænget guitarlyde. I et interview forklarede Craighan en af grundene til, de stoppede med at bruge violiner, da Martin Powell var en rigtig god violinist, og det var svært at finde en afløser. De havde prøvet flere forskellige, men det at deres musik var på et heavy metal-grundlag, fandt mange af violinisterne det svært at fange den rigtige tone.

### Sangskrivning og inspiration
My Dying Bride er også kendt for deres tungsindige og depressive sangtekster, som det også hører doom metal til. I et interview med Heart of Steel udtalte Aaron Stainthorpe således om bandets inspirationer:
| Citat                                           | Vi har levende forestillinger, og får inspirationer fra bøger og film. Nogle af teksterne har indflydelse fra personlige ulykker i livet. Ingen har levet et fuldkommen lykkeligt liv uden tragedier, og vi har brugt dem som en del af sangskrivningen. Jeg tror det, at fokusere mere på den mørkere side er langt mere interessant og følelsesfremkaldende end glade ting. Hitlisterne er fulde af glade popsange, og det er i orden. Det er bare godt at se på en anden følelse fra en anden vinkel. | Citat |
| Aaron Stainthorpe om bandets indflydelseskilder | |       |

Et eksempel på deres inspirationer fra bøger kunne være sangen "The Raven & the Rose" fra albummet The Dreadful Hours, der har en direkte indflydelse fra bogen And the Ass Saw the Angel af Nick Cave. Udover dette har Stainthorpe også nævnt William Shakespeare som en inspirationskilde til nogen af hans tidligere sangtekster på de første udgivelser. Stainthorpe fandt dog ud af, at hans tekster mindede så meget om hans inspirationer, og af denne grund valgte han, at ændre sin skrivestil, hvor blandt andet religion derfor er blevet en større indflydelse.
I et interview fortalte Andrew Craighan, at de efter bandets dannelse ikke vidste hvad det egentlig var for en slags musik, de ville spille. På dette tidlige tidspunkt havde bandet fået en del inspirationer fra dødsmetal-bands, men også anderledes bands som Celtic Frost, og grupper der slet ikke spillede metal som eksempelvis Laibach. Medlemmerne besluttede på dette grundlag ikke at være et fuldkomment dødsmetal-band, da de mente, verden indeholdt for mange af dem. På den anden side ønskede de heller ikke at være et fuldkommen doom metal band. My Dying Bride prøvede derved at kombinere forskellige stile med doom metal som baggrund.
Om skriveprocessen forklarede Hamish Glencross i et interview, at Andrew Craighan og han selv ofte lavede ideer til nogen riffs, som Aaron Stainthorpe så skrev en tekst til. Nogen gange har det dog også været omvendt, hvor Stainthorpe først har skrevet sangen, som eksempelvis på nummeret "A Doomed Lover."
My Dying Bride har også givet nogen af deres sange navne på andre sprog eksempelvis sangen "Le figlie della tempesta," der er italiensk og betyder "Stormens døtre," sangen "Le Cerf Malade" der er fransk og betyder "den døende kronhjort" og ep'en med det latinske navn Symphonaire Infernus Et Spera Empyrum.

### Indflydelse
Sammen med Paradise Lost og Anathema var My Dying Bride pionerer indenfor grundlæggelsen af death/doom metalgenren i de tidlige 1990'er. Deres specielle lyd var en sammensmeltning af doom metal og growl fra dødsmetal, samt tilføjelse af keyboard og violiner, som kun blev set i My Dying Brides tilfælde. Især bandets andet album Turn Loose the Swans anses som en milepæl indenfor death/doom metal. Death/doom metal havde senere indflydelse på dannelsen af gothic metal, hvor My Dying Bride, Paradise Lost og Anathema blev betragtet som "kernen af denne bølge."

## Medlemmer
| - Aaron Stainthorpe – Vokal (1990-) - Hamish Glencross – Guitar (1999-) - Andrew Craighan – Guitar (1990-) - Lena Abé – Bas (2007-) - Dan Mullins – Trommer (2007-) - Shaun Macgowan – Keyboard, violiner | - Martin Powell – Keyboard, violin (1991-1998) - Calvin Robertshaw – Guitar (1990-1999) - Bill Law – Trommer (1998-1999) - Rick Miah – Trommer (1990-1997) - Shaun Taylor-Steels – Trommer (1998-2006) - Adrian Jackson – Bas (1991-2007) - Sarah Stanton – Keyboard (2002-2008) | - Yasmin Ahmed – Keyboard (1999-2002) - John Bennett – Trommer (2004-2007) - Jonny Maudling – Keyboard - Katie Stone – Keyboard |

## Diskografi
| - 1990: Towards the Sinister (Demo) - 1991: Symphonaire Infernus et Spera Empyrium (Ep) - 1992: The Thrash of Naked Limbs (Ep) - 1994: I Am the Bloody Earth (Ep) - As the Flower Withers (1992) - Turn Loose the Swans (1993) - The Angel and the Dark River (1995) - Like Gods of the Sun (1996) - 34.788%...Complete (1998) - The Light at the End of the World (1999) - The Dreadful Hours (2001) - Songs of Darkness, Words of Light (2004) - A Line of Deathless Kings (2006) - For Lies I Sire (2009) - Evinta (2011) - også kategoriseret som et opsamlingsalbum - A Map of All Our Failures (2012) - Feel the Misery (2015) - The Ghost of Orion (2020) - A Mortal Binding (2024) - 1994: The Stories (bokssæt) - 1995: Trinity - 2000: Meisterwerk 1 - 2001: Meisterwerk 2 - 2005: Anti-Diluvian Chronicles - 1991: "God is Alone" (7") - 1993: "Unreleased Bitterness" (7") - 1994: "The Sexuality of Bereavement" (7") - 2006: "Deeper Down" (Single) - 1997: For Darkest Eyes - 2005: Sinamorata - 2008: An Ode to Woe (Livealbum/Dvd) |

## Fodnoter
1. 1 2 3 4 5 6 7  "Interview med Aaron Stainthorpe" (Interview). Metal-rules. Hentet 2008-01-04.
2. 1 2  "Only Angels Have Wings: Interview med Aaron Stainthorpe" (Interview). Dave Rebel. Hentet 2008-01-04.
3. 1 2  "Interview med tidligere guitarist Calvin Robertshaw" (Interview). Hentet 2008-01-06.
4. 1 2 3  "Decibelmagazine: My Dying Bride". Kory Grow. Arkiveret fra originalen 5. februar 2007. Hentet 2008-07-09.
5. ↑  Opeth Biography: Chapter 4,2 Arkiveret 12. oktober 2007 hos  Wayback Machine på Opeth.com
6. 1 2 3 4 5  "Neil Young interviews Andrew Craighan". Neil Young. Arkiveret fra originalen 5. marts 2008. Hentet 2008-02-23.
7. ↑  Mudrian, Albert: Choosing Death: The improbable history of death metal and grindcore. Feral House 2004. Side 222
8. ↑  van der Wal, Kim. "The Silhouette Review". Lordsofmetal.nl. Hentet 2008-05-06.
9. ↑  Fox, Erin. "Interview with Anders Jacobsson of Draconian". Thegauntlet.com. Arkiveret fra originalen 22. december 2015. Hentet 2008-05-06.
10. ↑  "HIM: New Video Interview With Ville Valo Available". Blabbermouth.net. 2007-09-27. Arkiveret fra originalen 26. maj 2012. Hentet 2008-05-11.
11. ↑  Shyu, Jeffrey. "Interview with Jeroen van Veen of Within Temptation". Ssmt-reviews.com. Arkiveret fra originalen 5. februar 2012. Hentet 2008-04-22.
12. 1 2 3 4 5 6 7 8 9 10  Rockdetector: My Dying Bride biografi
13. 1 2  My Dying Bride information på metal-archives.com
14. 1 2  "My Dying Bride profil på doom-metal.com". Arkiveret fra originalen 9. juli 2007. Hentet 17. februar 2008.
15. ↑  "Peaceville Records på last.fm". Arkiveret fra originalen 1. april 2008. Hentet 28. juni 2008.
16. 1 2  Sharpe-Young, Garry: Death metal. Side 407. Zonda Books 2008.
17. 1 2  "Panzer Magazine interviews Aaron Stainthorpe". Pedro Pestana fra Panzer Magazine. Arkiveret fra originalen 5. marts 2008. Hentet 2008-02-23.
18. 1 2 3 4 5 6 7 8 9 10 11 12  "My Dying Bride biografi på mydyingbride.org". Arkiveret fra originalen 26. september 2010. Hentet 6. december 2007.
19. ↑  Bromley Adrian. "Dying With Pride". Chronicles of Chaos. Hentet 2008-04-07.
20. ↑  Metallum: As the Flower Withers information
21. ↑  All Music Guide: Turn Loose the Swans (Webside ikke længere tilgængelig)
22. 1 2  "Interview med My Dying Bride". Sound Chaser. Arkiveret fra originalen (Interview) 14. oktober 2007. Hentet 2008-01-03.
23. ↑  Metallum: The Sexuality Of Bereavement information
24. ↑  Metallum: The Stories information
25. ↑  The Angel And The Dark River information på Metallum
26. ↑  Trinity albuminformation på Metallum
27. ↑  All Music Guide: Like Gods of the Sun anmeldelse (Webside ikke længere tilgængelig)
28. 1 2 3  "Satan Stole My Teddybear: Interview med Aaron". Interview af Rahul Joshi. Arkiveret fra originalen 3. april 2008. Hentet 2008-01-10.
29. 1 2  "getreadytorock.com Interview med Stainthorpe". John Stefanis. Hentet 2008-02-04.
30. 1 2  "Interview med guitarist Hamish Glencross". Cursed with Oblivion. Arkiveret fra originalen (Interview) 25. januar 2005. Hentet 2008-01-08.
31. ↑  All Music Guide: Anmeldelse af The Dreadful Hours (Webside ikke længere tilgængelig)
32. ↑  "Interview med Hamish Glencross". metalmonk. Arkiveret fra originalen (Interview) 29. december 2009. Hentet 2008-01-03.
33. ↑  All Music Guide: Songs of Darkness, Words of Light anmeldelse (Webside ikke længere tilgængelig)
34. ↑  "Interview med Hamish Glencross af Justin Donnelly". Hentet 2008-03-02.
35. ↑  "blabbermouth.net: Interview med My Dying Bride". Arkiveret fra originalen 6. juni 2011. Hentet 2. januar 2008.
36. ↑  Amazon: An Ode To Woe
37. ↑  Metal Hammer interview med Andrew Craighan
38. ↑  All Music Guide: For Lies I Sire
39. ↑  For Lies I Sire Finnish Chart Archives @ yle.fi
40. ↑  "My Dying Bride news". Arkiveret fra originalen 24. september 2009. Hentet 28. september 2009.
41. ↑  "My Dying Bride : More New EP Details Revealed; Video Still Available". Roadrunnerrecords.com. Hentet 2015-07-11. (Webside ikke længere tilgængelig)
42. ↑  "My Dying Bride Announces 20th Anniversary Album Evinta". Metalunderground.com. Hentet 2015-07-11.
43. ↑  "My Dying Bride's 'The Barghest O' Whitby". Peaceville Records. Arkiveret fra originalen 16. oktober 2011. Hentet 16. oktober 2011.
44. ↑  "My Dying Bride Announces New EP "The Barghest O' Whitby"". metalunderground.com. 6. september 2011. Hentet 16. oktober 2011.
45. ↑  "Official Website". Damnation Festival. Arkiveret fra originalen 9. oktober 2014. Hentet 11 juli 2015.
46. ↑  "INTERVIEW WITH MY DYING BRIDE by ROCKNLIVE PRODUCTION". Hentet 2012-10-21.
47. ↑  "My Dying Bride - A Map of All Our Failures". Arkiveret fra originalen 25. oktober 2012. Hentet 21 oktober 2012.
48. ↑  "MY DYING BRIDE: 'The Manuscript' Title Track Available For Streaming - May 10, 2013". Blabbermouth. Arkiveret fra originalen 3. oktober 2019. Hentet 13. maj 2013.
49. ↑  "My Dying Bride split with Hamish Glencross". MyDyingBride.net. 6. juni 2014. Arkiveret fra originalen 4. marts 2016. Hentet 9. juni 2014.
50. ↑  "12th Full Studio Album". Mydyingbride.net. Arkiveret fra originalen 2. juli 2017. Hentet 2015-07-11.
51. ↑  "My Dying Bride Homepage". Mydyingbride.net. Arkiveret fra originalen 3. juli 2017. Hentet 2015-10-07.
52. ↑  "My Dying Bride Homepage". Mydyingbride.net. 30. september 2015. Hentet 2015-10-07.
53. ↑  "MY DYING BRIDE Frontman Shoots Down Split Rumors". BLABBERMOUTH.NET (amerikansk engelsk). 2017-10-26. Hentet 2018-01-30.
54. ↑  "MY DYING BRIDE Singer Opens Up About 5-Year-Old Daughter's Cancer Diagnosis" (amerikansk engelsk). Hentet 18. september 2018.
55. ↑  "MY DYING BRIDE Parts Ways With Drummer SHAUN STEELS, Announces Replacement". blabbermouth.net. 4. december 2018. Hentet 4. december 2018.
56. ↑  All Music Guide: A Line of Deathless Kings (Webside ikke længere tilgængelig)
57. 1 2  All Music Guide: Doom metals historie (Webside ikke længere tilgængelig)
58. ↑  "Behold the Bride". Chronicles of Chaos. Hentet 2008-07-01.
59. ↑  All Music Guide: The Angel and the Dark River (Webside ikke længere tilgængelig)
60. 1 2 3  "My Dying Bride: Chat med Andrew Craighan". metalupdate.com. Hentet 2008-05-25.
61. ↑  Interview med Aaron Stainthorpe
62. ↑  "Doom metals historie på doom-metal.com". Arkiveret fra originalen 12. oktober 2007. Hentet 6. januar 2008.
63. ↑  Baddeley 2002, side 265–6
* Se også Sharpe-Young 2007, sp. 246, 275